# Ampulex sciophanes
Ampulex sciophanes là một loài côn trùng cánh màng trong họ Ampulicidae, thuộc chi Ampulex. Loài này được Nagy miêu tả khoa học đầu tiên năm 1971.